# Hydrobiosella tonela
Hydrobiosella tonela är en nattsländeart som först beskrevs av Mosely in Mosely och Douglas E. Kimmins 1953.  Hydrobiosella tonela ingår i släktet Hydrobiosella och familjen stengömmenattsländor. Inga underarter finns listade i Catalogue of Life.